# A bagolyház epizódjainak listája
Az alábbi szócikk A bagolyház című animációs sorozat epizódjait sorolja fel.

## Évadáttekintés
| Évad | Évad | Epizódok | Eredeti sugárzás  | Eredeti sugárzás    | Eredeti adó      | Magyar sugárzás   | Magyar sugárzás  | Magyar adó |
| Évad | Évad | Epizódok | Évadpremier       | Évadfinálé          | Eredeti adó      | Évadpremier       | Évadfinálé       | Magyar adó |
| ---- | ---- | -------- | ----------------- | ------------------- | ---------------- | ----------------- | ---------------- | ---------- |
|      | 1    | 19       | 2020. január 10.  | 2020. augusztus 29. |                  | 2022. június 14.  | 2022. június 14. |            |
|      | 2    | 21       | 2021. június 12.  | 2022. május 28.     | 2022. június 14. | 2022. október 27. |                  |            |
|      | 3    | 3        | 2022. október 15. | 2023. április 8.    | 2024. május 1.   | 2024. május 1.    |                  |            |

## Epizódok

### Rövidfilmek
| #  | Hivatalos epizódcím    | Magyar cím | Eredeti premier   | Magyar premier |
| -- | ---------------------- | ---------- | ----------------- | -------------- |
| 1. | Welcome to Hexside!    | TBA        | 2020. április 4.  | TBA            |
| 2. | Eda's Cursed Brush     | TBA        | 2020. április 11. | TBA            |
| 3. | Paint Scare!           | TBA        | 2020. április 18. | TBA            |
| 4. | Art Lessons with Luz   | TBA        | 2020. április 25. | TBA            |
| 5. | Coven Lovin Soap Opera | TBA        | 2020. május 2.    | TBA            |

### 1. évad (2020)
| #   | Eredeti cím                        | Magyar cím                 | Rendezte                          | Írta                                                                                               | Forgatókönyv | Eredeti premier     | Magyar premier   | Gyártási kód | Nézettség (millió fő) |
| --- | ---------------------------------- | -------------------------- | --------------------------------- | -------------------------------------------------------------------------------------------------- | --- | ------------------- | ---------------- | ------------ | --------------------- |
| 1.  | A Lying Witch and a Warden         | A hazudós boszorkány       | Stephen Sandoval                  | Zach Marcus, John Bailey Owen, Dana Terrace & Rachel Vine                                          | Bosook "Bo" Coburn, Cat Harman-Mitchell, Sandoval & Terrace                                                                | 2020. január 10.    | 2022. június 14. | 101          | 0,61                  |
| 2.  | Witches Before Wizards             | Boszorkányoké az elsőbbség | Stu Livingston                    | Dana Terrace & Rachel Vine                                                                         | Charlie Bryant, Hayley Foster & Cat Harman-Mitchell                                                                        | 2020. január 17.    | 2022. június 14. | 102          | 0,43                  |
| 3.  | I Was a Teenage Abomination        | Én, a tinédzser förtelem   | Stephen Sandoval                  | Charley Feldman, Zach Marcus, Manuel Jesse Nieto Jr., John Bailey Owen, Dana Terrace & Rachel Vine | Inbal Breda, Bosook "Bo" Coburn, Madeleine Flores, Chris Pianka & Sandoval                                                 | 2020. január 24.    | 2022. június 14. | 103          | 0,45                  |
| 4.  | The Intruder                       | A szörny                   | Stu Livingston                    | Manuel Jesse Nieto Jr., Dana Terrace & Rachel Vine                                                 | Charlie Bryant, Cat Harman-Mitchell & Livingston                                                                           | 2020. január 31.    | 2022. június 14. | 104          | 0,51                  |
| 5.  | Covention                          | A kongresszus              | Aminder Dhaliwal & Stu Livingston | Charley Feldman, Zach Marcus, Manuel Jesse Nieto Jr., John Bailey Owen, Dana Terrace & Rachel Vine | Bosook "Bo" Coburn, Dhaliwal, Amelia Lorenz & Kelsey Norden                                                                | 2020. február 7.    | 2022. június 14. | 105          | 0,51                  |
| 6.  | Hooty's Moving Hassle              | Házibuli                   | Stephen Sandoval                  | Charley Feldman, John Bailey Owen, Dana Terrace, Jeff Trammell & Rachel Vine                       | Bosook "Bo" Coburn, Madeleine Flores, Naomi Hicks, Ben Holm, Amelia Lorenz, Chris Pianka & Sandoval                        | 2020. február 21.   | 2022. június 14. | 106          | 0,39                  |
| 7.  | Lost in Language                   | Rossz testvérek            | Aminder Dhaliwal                  | Zach Marcus, Dana Terrace & Rachel Vine                                                            | Bosook "Bo" Coburn, Dhaliwal, Ben Holm, Amelia Lorenz & Kelsey Norden                                                      | 2020. február 28.   | 2022. június 14. | 107          | 0,46                  |
| 8.  | Once Upon a Swap                   | Szerepcsere                | Aminder Dhaliwal                  | Charley Feldman, Molly Ostertag, John Bailey Owen, Dana Terrace & Rachel Vine                      | Bosook "Bo" Coburn, Dhaliwal, Hayley Foster, Ben Holm, Amelia Lorenz & Cat Harman-Mitchell                                 | 2020. március 6.    | 2022. június 14. | 115          | 0,51                  |
| 9.  | Something Ventured, Someone Framed | Emberszakértő              | Sabrina Cotugno                   | Zach Marcus, John Bailey Owen, Dana Terrace & Rachel Vine                                          | Emmy Cicierega, Cotugno, Madeleine Flores & Chris Pianka                                                                   | 2020. március 13.   | 2022. június 14. | 109          | 0,44                  |
| 10. | Escape of the Palisman             | A szökött Palizmán         | Aminder Dhaliwal                  | Dana Terrace                                                                                       | Inbal Breda, Bosook "Bo" Coburn, Dhaliwal, Ben Holm & Amelia Lorenz                                                        | 2020. március 20.   | 2022. június 14. | 108          | 0,52                  |
| 11. | Sense and Insensitivity            | Érzék és érzéketlenség     | Stu Livingston                    | Zach Marcus, Dana Terrace & Rachel Vine                                                            | Charlie Bryant, Hayley Foster, Cat Harman-Mitchell & Livingston                                                            | 2020. július 11.    | 2022. június 14. | 111          | 0,41                  |
| 12. | Adventures in the Elements         | Elemi varázslat            | Sabrina Cotugno                   | Charley Feldman, Zach Marcus, John Bailey Owen, Dana Terrace & Rachel Vine                         | Inbal Breda, Emmy Cicierega, Cotugno, Madeleine Flores & Chris Pianka                                                      | 2020. július 18.    | 2022. június 14. | 110          | 0,29                  |
| 13. | The First Day                      | Első nap a Hexide-ban      | Sabrina Cotugno                   | Dana Terrace                                                                                       | Emmy Cicierega, Cotugno, Madeleine Flores & Chris Pianka                                                                   | 2020. július 25.    | 2022. június 14. | 113          | 0,43                  |
| 14. | Really Small Problems              | Kis gubanc, nagy gubanc    | Stu Livingston                    | Charley Feldman, Zach Marcus, Molly Ostertag, John Bailey Owen, Dana Terrace & Rachel Vine         | Inbal Breda, Charlie Bryant, Hayley Foster, Cat Harman-Mitchell & Livingston                                               | 2020. augusztus 1.  | 2022. június 14. | 112          | 0,51                  |
| 15. | Understanding Willow               | Az igazi Willow            | Aminder Dhaliwal                  | Charley Feldman, Zach Marcus, Molly Ostertag, John Bailey Owen, Dana Terrace & Rachel Vine         | Inbal Breda, Emmy Cicierega, Bosook "Bo" Coburn, Sabrina Cotugno, Madeleine Flores, Ben Holm, Amelia Lorenz & Chris Pianka | 2020. augusztus 1.  | 2022. június 14. | 114          | 0,46                  |
| 16. | Enchanting Grom Fright             | A Gromkirálynő             | Stu Livingston                    | Molly Ostertag, Dana Terrace & Rachel Vine                                                         | Charlie Bryant, Emmy Cicierega, Cat Harman-Mitchell, Hayley Foster, Madeleine Flores, Chris Pianka & Spencer Wan           | 2020. augusztus 8.  | 2022. június 14. | 116          | 0,35                  |
| 17. | Wing It Like Witches               | A pálya boszorkányai       | Sabrina Cotugno                   | Zach Marcus, Molly Ostertag & John Bailey Owen, Dana Terrace & Rachel Vine                         | Bosook "Bo" Coburn, Emmy Cicierega, Cotugno, Amelia Lorenz & Chris Pianka                                                  | 2020. augusztus 15. | 2022. június 14. | 118          | 0,37                  |
| 18. | Agony of a Witch                   | Egy boszorkány fájdalma    | Aminder Dhaliwal                  | Zach Marcus, Molly Ostertag, John Bailey Owen, Dana Terrace & Rachel Vine                          | Luz Batista, Bosook "Bo" Coburn, Dhaliwal, Ben Holm, Amelia Lorenz & Chris Pianka                                          | 2020. augusztus 22. | 2022. június 14. | 119          | 0,51                  |
| 19. | Young Blood, Old Souls             | Friss vér, öreg lelkek     | Stephen Sandoval                  | Zach Marcus, Molly Ostertag, John Bailey Owen, Dana Terrace & Rachel Vine                          | Bosook "Bo" Coburn, Madeleine Flores, Hayley Foster, Cat Harman-Mitchell, Ben Holm, Amelia Lorenz, Chris Pianka            | 2020. augusztus 29. | 2022. június 14. | 120          | 0,38                  |

### 2. évad (2021-2022)
| #   | #   | Eredeti cím                            | Magyar cím          | Rendezte           | Írta                                                                                                | Forgatókönyv                                       | Eredeti premier     | Magyar premier    | Gyártási kód | Nézettség (millió fő) |
| --- | --- | -------------------------------------- | ------------------- | ------------------ | --------------------------------------------------------------------------------------------------- | -------------------------------------------------- | ------------------- | ----------------- | ------------ | --------------------- |
| 20. | 1.  | Separate Tides                         | Nehéz élet          | Amelia Lorenz      | Mikki Crisostomo, Zach Marcus, Molly Ostertag, John Bailey Owen & Dana Terrace                      | Vince Aparo, Luz Batista, Hayley Foster & Ben Holm | 2021. június 12.    | 2022. június 14.  | 201          | 0,29                  |
| 21. | 2.  | Escaping Expulsion                     | Privát átverés      | Bosook "Bo" Coburn | Mikki Crisostomo, Zach Marcus, Molly Ostertag, John Bailey Owen & Dana Terrace                      | Ben Holm, Alexandra Kwan & Nicole Rodriguez        | 2021. június 19.    | 2022. június 14.  | 202          | 0,37                  |
| 22. | 3.  | Echoes of the Past                     | Szálak a múltból    | Bridget Underwood  | Mikki Crisostomo, Zach Marcus, Molly Ostertag, John Bailey Owen & Dana Terrace                      | Vince Aparo, Rhea Dadoo & King Pecora              | 2021. június 26.    | 2022. június 14.  | 203          | 0,33                  |
| 23. | 4.  | Keeping Up A-fear-ances                | Anyuci szeret       | Amelia Lorenz      | Emmy Cicierega, Mikki Crisostomo, Zach Marcus, John Bailey Owen & Dana Terrace                      | Luz Batista, Hayley Foster & Cat Harman-Mitchell   | 2021. július 3.     | 2022. június 14.  | 204          | 0,38                  |
| 24. | 5.  | Through the Looking Glass Ruins        | A Tükörtemető       | Bosook "Bo" Coburn | Mikki Crisostomo, Janae Hall, Zach Marcus, Molly Ostertag, John Bailey Owen & Dana Terrace          | Ben Holm, Alexandra Kwan & Nicole Rodriguez        | 2021. július 10.    | 2022. június 14.  | 205          | 0,39                  |
| 25. | 6.  | Hunting Palismen                       | Palizmán-vadászat   | Bridget Underwood  | Mikki Crisostomo, Janae Hall, Zach Marcus, Molly Ostertag, John Bailey Owen & Dana Terrace          | Vince Aparo, Rhea Dadoo & King Pecora              | 2021. július 17.    | 2022. június 14.  | 206          | 0,45                  |
| 26. | 7.  | Eda's Requiem                          | A múlt zenéje       | Amelia Lorenz      | Mikki Crisostomo, Janae Hall, Zach Marcus, Molly Ostertag, John Bailey Owen & Dana Terrace          | Luz Batista, Hayley Foster & Cat Harman-Mitchell   | 2021. július 24.    | 2022. június 14.  | 207          | 0,39                  |
| 27. | 8.  | Knock, Knock, Knockin' on Hooty's Door | Hooty besegít       | Amelia Lorenz      | Dana Terrace, John Baily Owen, Zach Marcus, Molly Knox Ostertag & Madeleine Hernandez               | Luz Batista, Hayley Foster & Cat Harman-Mitchell   | 2021. július 31.    | 2022. június 14.  | 209          | 0,41                  |
| 28. | 9.  | Eclipse Lake                           | A Titán vére        | Bridget Underwood  | John Bailey Owen, Dana Terrace, Mikki Crisostomo & Zach Marcus                                      | Vince Aparo, Rhea Dadoo & King Pecora              | 2021. augusztus 7.  | 2022. június 14.  | 208          | 0,38                  |
| 29. | 10. | Yesterday's Lie                        | Az ál-Luz           | Bosook "Bo" Coburn | Molly Ostertag, John Bailey Owen, Dana Terrace, Mikki Crisostomo, Janae Hall & Zach Marcus          | Daun Han, Ben Holm & Alexandria Kwan               | 2021. augusztus 14. | 2022. június 14.  | 210          | 0,36                  |
| 30. | 11. | Follies at the Coven Day Parade        | A nagy felvonulás   | Bosook "Bo" Coburn | Dana Terrace, John Bailey Owen, Emmy Cicierega, Mikki Crisostomo & Zach Marcus                      | Daun Han, Ben Holm & King Pecora                   | 2022. március 19.   | 2022. október 27. | 211          | 0,28                  |
| 31. | 12. | Elsewhere and Elsewhen                 | Máshol, másmikor    | Bridget Underwood  | Zach Marcus                                                                                         | Luz Batista, Rhea Dadoo & Yasmin Khudari           | 2022. március 26.   | 2022. október 27. | 212          | 0,26                  |
| 32. | 13. | Any Sport in a Storm                   | Sportcsapda         | Amelia Lorenz      | Dana Terrace, Emmy Cicierega, Mikki Crisostomo, Zach Marcus & John Bailey Owen                      | Mike Austin, Hayley Foster & Cat Harman-Mitchell   | 2022. április 2.    | 2022. október 27. | 213          | 0,32                  |
| 33. | 14. | Reaching Out                           | Megemlékezés        | Bosook "Bo" Coburn | Dana Terrace, Emmy Cicierega, Mikki Crisostomo, Zach Marcus & John Bailey Owen                      | Daun Han, Ben Holm & King Pecora                   | 2022. április 9.    | 2022. október 27. | 214          | 0,32                  |
| 34. | 15. | Them's the Breaks, Kid                 | Az első találkozás  | Bridget Underwood  | Dana Terrace, Emmy Cicierega, Mikki Crisostomo, Zach Marcus & John Bailey Owen                      | Sabrina Cotugno, Rhea Dadoo & Yasmin Khudari       | 2022. április 16.   | 2022. október 27. | 215          | 0,22                  |
| 35. | 16. | Hollow Mind                            | Üres elme           | Amelia Lorenz      | Dana Terrace, Emmy Cicierega, Mikki Crisostomo, Madeleine Hernandez, Zach Marcus & John Bailey Owen | Mike Austin, Hayley Foster & Cat Harman-Mitchell   | 2022. április 23.   | 2022. október 27. | 216          | 0,35                  |
| 36. | 17. | Edge of the World                      | A világ pereme      | Bosook "Bo" Coburn | Dana Terrace, Mikki Crisostomo, Madeleine Hernandez, Zach Marcus & John Bailey Owen                 | Daun Han, Ben Holm & King Pecora                   | 2022. április 30.   | 2022. október 27. | 217          | 0,29                  |
| 37. | 18. | Labyrinth Runners                      | Labirintus futók    | Bridget Underwood  | Dana Terrace, Emmy Cicierega, Mikki Crisostomo, Madeleine Hernandez, Zach Marcus & John Bailey Owen | Luz Batista, Rhea Dadoo & Yasmin Khudari           | 2022. május 5.      | 2022. október 27. | 218          | 0,27                  |
| 38. | 19. | O Titan, Where Art Thou                | Ó, Titán, hol vagy  | Amelia Lorenz      | Dana Terrace, Emmy Cicierega, Mikki Crisostomo, Madeleine Hernandez, Zach Marcus & John Bailey Owen | Mike Austin, Hayley Wong & Cat Harman-Mitchell     | 2022. május 14.     | 2022. október 27. | 219          | 0,23                  |
| 39. | 20. | Clouds on the Horizon                  | Felhők a horizonton | Bosook "Bo" Coburn | Dana Terrace, Emmy Cicierega, Mikki Crisostomo, Madeleine Hernandez, Zach Marcus & John Bailey Owen | Daun Han, Ben Holm & King Pecora                   | 2022. május 21.     | 2022. október 27. | 220          | 0,34                  |
| 40. | 21. | King's Tide                            | Király-dagály       | Bridget Underwood  | Dana Terrace, Emmy Cicierega, Mikki Crisostomo, Madeleine Hernandez, Zach Marcus & John Bailey Owen | Luz Batista, Rhea Dadoo & Yasmin Khudari           | 2022. május 28.     | 2022. október 27. | 221          | 0,25                  |

### 3. évad (2022-2023)
| #   | #  | Eredeti cím           | Magyar cím          | Rendezte                               | Írta | Forgatókönyv                                                            | Eredeti premier   | Magyar premier | Gyártási kód | Nézettség (millió fő) |
| --- | -- | --------------------- | ------------------- | -------------------------------------- | --- | ----------------------------------------------------------------------- | ----------------- | -------------- | ------------ | --------------------- |
| 41. | 1. | Thanks to Them        | Hála nekik          | Bosook "Bo" Coburn & Amelia Lorenz     | Dana Terrace, Luz Batista, Emmy Cicierega, Mikki Crisostomo, Madeleine Hernandez, Zach Marcus & John Bailey Owen | Mike Austin, Luz Batista, Daun Han, Ben Holm, King Pecora & Hayley Wong | 2022. október 15. | 2024. május 1. | 301          | 0.35                  |
| 42. | 2. | For the Future        | A jövőért           | Amelia Lorenz & Bridget Underwood      | Dana Terrace, Luz Batista, Emmy Cicierega, Mikki Crisostomo, Madeleine Hernandez, Zach Marcus & John Bailey Owen | Mikki Crisostomo, Madeleine Hernandez, Zach Marcus & John Bailey Owen   | 2023. január 21.  | 2024. május 1. | 302          | 0.44                  |
| 43. | 3. | Watching and Dreaming | Figyelni és álmodni | Bosook "Bo" Coburn & Bridget Underwood | Dana Terrace | Dana Terrace & John Bailey Owen                                         | 2023. április 8.  | 2024. május 1. | 303          | 0.50                  |

## Érdekességek
- Minden epizódcím első betűje valójában egy akrosztikon.
  - Az első évad betűiből az áll össze: "A WITCH LOSES A TRUE WAY". Ez utal az évadzáró epizódban történtekre, amikor Luz "elveszti a hazavezető utat", miután kénytelen megsemmisíteni a saját világába nyíló átjárót.
  - A második évad betűiből az jön ki: "SEEK THE KEY, FEAR THE LOCK". Ez utal az évad legfőbb cselekményére, Luz utazására az embervilágba, de egyúttal a szörnyű következményekre, ami a Gyűjtő kiszabadításával jár.
  - A harmadik évad (mivel csupán három epizódból áll) betűk helyett az epizódcímek első szavaiból ad ki egy üzenetet: "THANKS FOR WATCHING". Ez a készítők üzenete a nézőknek, amivel megköszönik, hogy nézték a sorozatot.
- Minden epizód tartalmaz egy szót, rejtett kódok formájában, melyekből az évad végére egy üzenet áll össze.
  - Az első évadban ez úgy hangzik: "Two Witches Torn Apart, Now Alone, Two Hearts Of Stone, A Curse Of Feathers And Mud, A Betrayal Of Blood”. Ez a Clawthorne nővérek kapcsolatát jellemzi.
  - A második évad üzenete úgy szól: "Seething Seas And Puppet Strings, He No Longer Dreams Of Kings, As Above Rush Darkened Skies As Below His Father Lies". Ez King-re vonatkozik és a valódi származására.